# The George Benson Collection
Albums de George Benson
Give Me the Night
(1980) In Your Eyes
(1983)
Singles
1. Turn Your Love Around
Sortie : octobre 1981
2. Never Give Up on a Good Thing
Sortie : janvier 1982

The George Benson Collection est une compilation de George Benson, sortie en 1981 chez Warner Bros. Records. 
En plus des titres déjà publiés par Benson chez A&M Records, CTI Records et son label de l'époque, Warner Bros. Records, la compilation contient deux nouvelles chansons qui sont également sorties en single, dont le succès R&B numéro un de Benson Turn Your Love Around et Never Give Up on a Good Thing. The George Benson Collection a été certifié disque d'or par la RIAA.
Sortie à l'origine comme un album double ou en cassette audio, la compilation est rééditée en disque compact à partir de 1988. 

## Liste des titres
Tous les titres sont interprétés par Benson, sauf indication contraire.
| No  | Titre                                                  | Auteur                                                    | Album                                            | Durée |
| --- | ------------------------------------------------------ | --------------------------------------------------------- | ------------------------------------------------ | ----- |
| 1.  | Turn Your Love Around                                  | - Jay Graydon - Steve Lukather - Bill Champlin            | Nouveau titre                                    | 3:51  |
| 2.  | Love All the Hurt Away (avec Aretha Franklin)          | Sam L. Dees                                               | Love All the Hurt Away (album d'Aretha Franklin) | 4:10  |
| 3.  | Give Me the Night                                      | Rod Temperton                                             | Give Me the Night                                | 3:43  |
| 4.  | Cast Your Fate to the Wind (reprise de Vince Guaraldi) | - Vince Guaraldi - Carel Werber                           | Good King Bad                                    | 6:51  |
| 5.  | Never Give Up on a Good Thing                          | - Tom Shapiro - Michael Garvin                            | Nouveau titre                                    | 4:06  |
| 6.  | On Broadway (reprise des Drifters)                     | - Barry Mann - Cynthia Weil - Jerry Leiber - Mike Stoller | Weekend in L.A.                                  | 5:18  |
| 7.  | White Rabbit (reprise de Jefferson Airplane)           | Grace Slick                                               | White Rabbit                                     | 6:58  |
| 8.  | This Masquerade (reprise de Leon Russell)              | Leon Russell                                              | Breezin'                                         | 3:19  |
| 9.  | Love Ballad (reprise de L.T.D.)                        | Skip Scarborough                                          | Livin' Inside Your Love                          | 4:17  |
| 10. | Nature Boy (reprise de Nat "King" Cole)                | eden ahbez                                                | In Flight                                        | 4:20  |
| 11. | Last Train to Clarksville (reprise des Monkees)        | - Tommy Boyce - Bobby Hart                                | Shape of Things to Come                          | 5:01  |
| 12. | Livin' Inside Your Love (reprise de Earl Klugh)        | Earl Klugh                                                | Livin' Inside Your Love                          | 6:38  |
| 13. | Here Comes the Sun (reprise des Beatles)               | George Harrison                                           | The Other Side of Abbey Road                     | 2:33  |
| 14. | Breezin' (reprise de Gábor Szabó)                      | Bobby Womack                                              | Breezin'                                         | 5:39  |
| 15. | Moody's Mood (reprise de James Moody)                  | - James Moody - Eddie Jefferson                           | Give Me the Night                                | 3:26  |
| 16. | We Got the Love (avec Chaka Khan)                      | George Benson                                             | Chaka (album de Chaka Khan)                      | 3:28  |
| 17. | The Greatest Love of All                               | - Michael Masser - Linda Creed                            | Le Plus Grand (bande originale)                  | 5:33  |

Note : La chanson Cast Your Fate to the Wind a été omise de l'édition CD de l'album en raison de la capacité de stockage de 74 minutes des CD à l'époque.

## Classements et certifications
| Classement (1981–82)          | Meilleure position |
| ----------------------------- | ------------------ |
| États-Unis (Billboard 200)    | 14                 |
| États-Unis (Top Black Albums) | 5                  |
| États-Unis (Top Jazz Albums)  | 1                  |
| Nouvelle-Zélande (RIANZ)      | 3                  |
| Royaume-Uni (UK Albums Chart) | 19                 |

| Classement (2020–21)                  | Meilleure position |
| ------------------------------------- | ------------------ |
| États-Unis (Top Jazz Albums)          | 23                 |
| États-Unis (Contemporary Jazz Albums) | 5                  |

| Classement (1982)             | Position |
| ----------------------------- | -------- |
| États-Unis (Billboard 200)    | 71       |
| États-Unis (Top Black Albums) | 30       |
| États-Unis (Top Jazz Albums)  | 4        |
| Nouvelle-Zélande (RIANZ)      | 30       |

### Certifications
| Pays                                  | Certification | Ventes certifiées |
| ------------------------------------- | ------------- | ----------------- |
| Australie (ARIA)                      | Or            | 20 000^           |
| États-Unis (RIAA)                     | Or            | 500 000^          |
| Royaume-Uni (BPI)                     | Platine       | 300 000^          |
| ^Mise en rayon selon la certification |               |                   |